# Fritz-Walter-Stadion
Het Fritz-Walter-Stadion is gelegen in Kaiserslautern, Duitsland. Het stadion was een van de twaalf stadions tijdens het wereldkampioenschap voetbal 2006. Er zijn vier groepswedstrijden gespeeld en één wedstrijd in de tweede ronde.
In het stadion is plaats voor 48.500 toeschouwers. De voetbalclub die het stadion als haar thuishaven heeft is 1. FC Kaiserslautern.
Het stadion is vernoemd naar Fritz Walter, de aanvoerder van het West-Duitse team dat door het wonder van Bern het wereldkampioenschap voetbal 1954 wist te winnen. De bijnaam voor het stadion dat in 1926 zijn deuren opende is de "Betzenberg", naar de gelijknamige berg waar het stadion op is gebouwd.
Met het oog op het WK voetbal in 2006 werd het stadion in 2002 en 2003 grondig gerenoveerd. De capaciteit werd vergroot van 46.600 naar 48.500 en er werd onder andere een nieuwe lichtinstallatie en een mediacentrum gebouwd. Ook wordt er een nieuw treinstation gebouwd om de aanvoer van supporters te verbeteren. De kosten voor de renovatie bedroegen ruim 48 miljoen euro.

## WK interlands
| №  | Datum        | Wedstrijd                     | Uitslag | Competitie             | Toeschouwers |
| -- | ------------ | ----------------------------- | ------- | ---------------------- | ------------ |
| 1. | 12 juni 2006 | Australië – Japan             | 3 – 1   | WK 2006 Groepsfase (F) | 47.000       |
| 2. | 17 juni 2006 | Italië – Verenigde Staten     | 1 – 1   | WK 2006 Groepsfase (E) | 46.000       |
| 3. | 20 juni 2006 | Paraguay – Trinidad en Tobago | 2 – 0   | WK 2006 Groepsfase (B) | 46.000       |
| 4. | 23 juni 2006 | Saoedi-Arabië – Spanje        | 0 – 1   | WK 2006 Groepsfase (H) | 46.000       |
| 5. | 26 juni 2006 | Italië – Australië            | 1 – 0   | WK 2006 Achtste finale | 48.000       |

Olympiastadion (Berlijn) · Signal Iduna Park (FIFA WM-stadion)* (Dortmund) · Commerzbank-Arena (FIFA WM-stadion)* (Frankfurt am Main) · Veltins-Arena (FIFA WM-stadion)* (Gelsenkirchen) · AOL Arena (FIFA WM-stadion)* (Hamburg) · AWD-Arena (FIFA WM-stadion)* (Hannover) · Fritz-Walter-Stadion (Kaiserslautern) · RheinEnergieStadion (FIFA WM-stadion)* (Keulen) · Zentralstadion (Leipzig) · Allianz Arena (FIFA WM-stadion)* (München) · easyCredit-Stadion (FIFA WM-stadion)* (Neurenberg) · Gottlieb-Daimler-Stadion (Stuttgart)
 *Sommige stadions werden tijdens het WK tijdelijk omgedoopt tot "FIFA WM-stadion" omdat de sponsor geen sponsor was van de FIFA.
Allianz Arena (FC Bayern München) ·
BayArena (Bayer Leverkusen) ·
Borussia-Park (Borussia Mönchengladbach) ·
Deutsche Bank Park (Eintracht Frankfurt) ·
Europa-Park Stadion (SC Freiburg) ·
Holstein-Stadion (Holstein Kiel) ·
Mewa Arena (1. FSV Mainz 05) ·
MHPArena (VfB Stuttgart) ·
Millerntor-Stadion (FC St. Pauli) ·
Red Bull Arena (Leipzig) (RB Leipzig) ·
Rhein-Neckar-Arena (TSG 1899 Hoffenheim) ·
Signal Iduna Park (Borussia Dortmund) ·
Alte Försterei (1. FC Union Berlin) ·
Volkswagen-Arena (VfL Wolfsburg) ·
Voith-Arena (1. FC Heidenheim 1846) ·
Vonovia Ruhrstadion (VfL Bochum) ·
Weserstadion (Werder Bremen) ·
WWK ARENA (FC Augsburg)
Donaustadion (SSV Ulm 1846) ·
Eintracht-Stadion (Eintracht Braunschweig) ·
Fritz-Walter-Stadion (1. FC Kaiserslautern) ·
Heinz-von-Heiden-Arena (Hannover 96) ·
Home Deluxe Arena (SC Paderborn 07) ·
Jahnstadion Regensburg (Jahn Regensburg) ·
Max-Morlock-Stadion (1. FC Nürnberg) ·
MDCC-Arena (1. FC Magdeburg) ·
Merkur Spiel-Arena (Fortuna Düsseldorf) ·
Olympiastadion (Hertha BSC) ·
Preußenstadion (SC Preußen Münster) ·
RheinEnergieStadion (1. FC Köln) ·
Sportpark Ronhof (SpVgg Greuther Fürth) ·
Stadion am Böllenfalltor (SV Darmstadt 98) ·
Ursapharm-Arena an der Kaiserlinde (SV Elversberg) ·
Veltins-Arena (Schalke 04) ·
Volksparkstadion (HSV) ·
Wildparkstadion (Karlsruher SC)
Audi-Sportpark (FC Ingolstadt 04) ·
Brita-Arena (SV Wehen Wiesbaden) ·
Carl-Benz-Stadion (SV Waldhof Mannheim) ·
DDV-Stadion (Dynamo Dresden) ·
Erzgebirgsstadion (FC Erzgebirge Aue) ·
Hardtwaldstadion (SV Sandhausen) ·
LEAG Energie Stadion (Energie Cottbus) ·
Ludwigsparkstadion (1. FC Saarbrücken) ·
Ostseestadion (Hansa Rostock) ·
SchücoArena (DSC Arminia Bielefeld) ·
Sportclub Arena (SC Verl) ·
Sportpark Höhenberg (FC Viktoria Köln 1904) ·
Sportpark Unterhaching (SpVgg Unterhaching) ·
Stadion an der Bremer Brücke (VfL Osnabrück) ·
Stadion an der Hafenstraße (Rot-Weiss Essen) ·
Stadion Rote Erde (Borussia Dortmund II) ·
Städtisches Stadion an der Grünwalder Straße (TSV 1860 München) ·
Tivoli (Alemannia Aachen) ·
WIRmachenDRUCK Arena (VfB Stuttgart II)